# Xylocopa celebensis
Xylocopa celebensis är en biart som först beskrevs av Giovanni Gribodo 1894.
Xylocopa celebensis ingår i släktet snickarbin, och familjen långtungebin. Inga underarter finns listade i Catalogue of Life.